# Писмо за Деда Мраза
Писмо за Деда Мраза је српска телевизијска драма из 2015. године. Режирао ју је Бранко Вучић, а сценарио је написала Јелене Попадић Сумић.